# Helmuth Keller
Helmuth Keller – niemiecki strzelec, medalista mistrzostw świata.
Podczas swojej kariery Helmuth Keller przynajmniej trzykrotnie zdobył medale na mistrzostwach świata w strzelaniu do rzutków. Podczas turnieju w 1930 roku został indywidualnym wicemistrzem w trapie, przegrywając wyłącznie z Markiem Arie. Rok wcześniej stał na trzecim stopniu podium zarówno w zawodach indywidualnych (lepsi byli od niego Sándor Lumniczer i Fredric Landelius), jak i drużynowych. 
W 1929 roku zajął trzecie lub czwarte miejsce indywidualnie na mistrzostwach Europy w trapie. Zawody te nie są jednak uważane za oficjalne przez Międzynarodową Federację Strzelectwa Sportowego. 

## Medale mistrzostw świata
Opracowano na podstawie materiałów źródłowych:
| Mistrzostwa    | Konkurencja     | Wynik            | Miejsce |
| -------------- | --------------- | ---------------- | ------- |
| Sztokholm 1929 | Trap            | 285 pkt.         |         |
| Sztokholm 1929 | Trap, drużynowo | 737 pkt. (druż.) |         |
| Rzym 1930      | Trap            | 93 pkt.          |         |